# Karmelitinnenkirche (Linz)

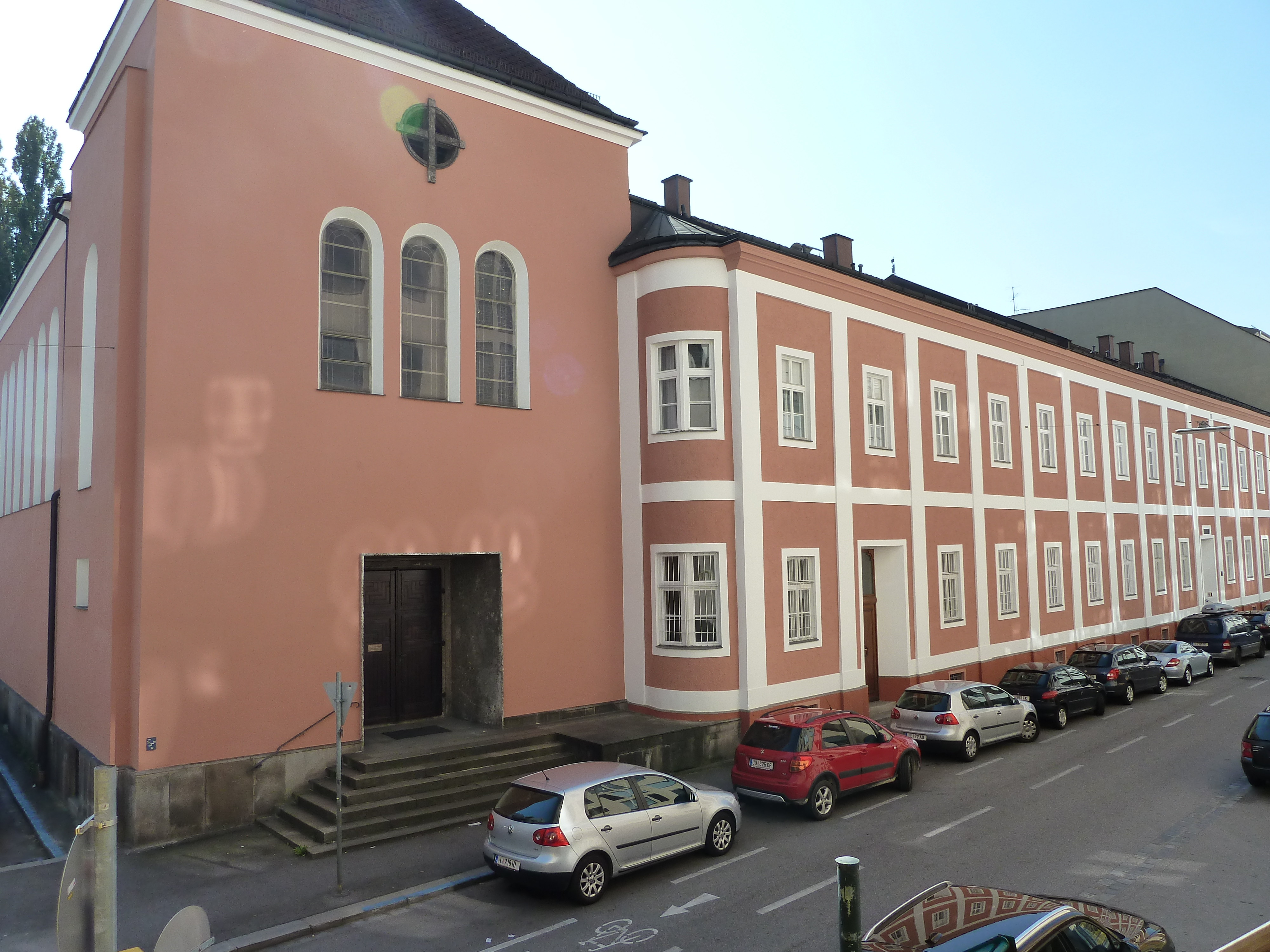
Karmelitinnenkirche und Kloster

Die Karmelitinnenkirche des Karmelitinnenklosters Linz der Unbeschuhten Karmelitinnen in Linz, Oberösterreich gehört zur Diözese Linz in Österreich. Es trägt das Patrozinium die Unbefleckten Empfängnis Mariens und liegt an der Ecke Langgasse/Gesellenhausstraße. Die Kirche steht unter Denkmalschutz.

## Geschichte
Die Errichtung des ersten Karmelitinnenklosters mit dem Patrozinum „hl. Mutter Teresia“ geht auf eine Stiftung Kaiserin Eleonore Magdalene von Pfalz-Neuburg, der Gemahlin Kaiser Leopolds I., im Jahr 1710 zurück. Während der Klosteraufhebungen des Josephinismus wurde der Karmel 1782 enteignet und das Kloster zusammen mit der Klosterkirche durch Kaiser Joseph II. zum Konventhospital der Barmherzigen Brüdern in Linz umgestaltet. Die Karmelitinnen fanden bei den Linzer Ursulinen und Elisabethinen Klosterasyl.
1860 konnte mit einer Stiftung der Linzer Bürgerin Anna Sayer ein neues Klosterareal erworben und vom Grazer Karmelitinnenkloster wiederbesiedelt werden. Am 7. November 1860 erreichten die vier Gründungsschwestern, darunter eine Kandidatin, den Konvent, der am 17. Juli 1867 durch Kaiser Ferdinand I. und dessen Gemahlin Maria Anna mit 5.000 fl zum Klosterbau unterstützt wurde.  Am 13. September 1873 weihte der Linzer Bischof Franz Rudigier das errichtete Kloster mit dem provisorischen Kapellenraum. 1878 spendete Graf Leopold von Lilienthal 4.000 fl für die bereits im Bau befindliche Klosterkirche, die von 1872 bis 1880 im neuromanischen Stil nach Entwürfen von Hyacint Michel errichtet wurde. Am 19. Oktober 1880 folgte die feierliche Einweihung der Klosterkirche, deren Kirchturm im Mai 1883 nach Interventionen der Baukommission wieder abgetragen werden musste. Im August 1890 folgte durch Bischof Franz Maria Doppelbauer die Orgelweihe.
Im August 1914 verzeichnete die Skapulierbruderschaft des Klosters 13.000 Soldaten, die mit dem braunen Skapulier der Karmeliten bekleidet wurden. Die wirtschaftliche Not im Gefolge des Ersten Weltkriegs führte zu einer auferlegten Milderung der Ordensregel, die 1924 in Kraft treten musste, um einer weiteren physischen Entkräftung der Schwestern entgegenzuwirken. Am 13. Juli 1935 wurde die Leiche von Herma Schuschnigg, der Gemahlin Kurt Schuschniggs, im Kloster aufgebahrt, nachdem sie zwischen St. Florian und Linz mit dem Auto tödlich verunglückt war.
Die anvisierte Enteignung des Klosters durch die NS-Verwaltung per Dekret vom 8. Februar 1940 wurde am 13. März widerrufen, nachdem dies bei der Linzer Bevölkerung für große Aufregung sorgte. Jedoch beschlagnahmte die Wehrmacht den ersten Stock des Klosters. Der Karmel wurde am 10. Juli 1942 abermals mit der Enteignung konfrontiert, die Beschlagnahmung im Oktober 1942 offiziell revidiert. Am 25. April 1944 wurde die Klosterkirche während des letzten Luftangriffs auf Linz bis auf den Schwesternchor zerstört.
Im Jahr 1954 verzeichnet die Klosterchronik den Austritt von zwei Professnovizinnen, ein leeres Noviziat und seit 1928 fehlenden Ordensnachwuchs. Der Kirchenneubau wurde unter Einbeziehung der vorhandenen Fundamente ohne Kirchturm nach einem Entwurf von Hans Feichtlbauer 1948 begonnen und 1961 durch die Hilfe von Wohltätern vollendet. Die Kirchweihe erfolgte am 22. September 1962. 1983 wurde den Karmelitinnen eine Klausurdispens gewährt, um am Treffen der Ordensleute mit Papst Johannes Paul II. am Katholikentag in Mariazell teilnehmen zu können.